# Dorceus latifrons
Dorceus latifrons är en spindelart som beskrevs av Simon 1873. Dorceus latifrons ingår i släktet Dorceus och familjen sammetsspindlar. Inga underarter finns listade i Catalogue of Life.